# Chār Takāb
Chār Takāb (persiska: چهار تکاب, Chahār Takāb, چار تکاب) är en ort i Iran.   Den ligger i provinsen Khorasan, i den nordöstra delen av landet, 800 km öster om huvudstaden Teheran. Chār Takāb ligger 1 707 meter över havet och antalet invånare är 238.
Terrängen runt Chār Takāb är huvudsakligen kuperad, men österut är den bergig. Runt Chār Takāb är det ganska glesbefolkat, med 25 invånare per kvadratkilometer. Närmaste större samhälle är Qalandarābād, 12,5 km nordost om Chār Takāb. Trakten runt Chār Takāb består i huvudsak av gräsmarker.